# Huis van Nassau (Leuven)
Het huis van Nassau (1463-1511) was de residentie van graaf Johan II van Nassau-Saarbrücken en Johanna van Loon-Heinsberg, in de stad Leuven, in het hertogdom Brabant.
Met Johanna van Loon-Heinsberg kwamen de landen en eigendommen van Diest aan graaf Johan II. Zo bezaten zij in Leuven een residentie aan de Mechelsestraat, binnen de stadsmuren van Leuven. De residentie had een binnenhofje, een tuin en een groententuin. De residentie lag te midden van een uitgestrekt domein. Het grensde in het westen aan de Mechelsestraat tot aan de Horenbrug, in het noorden aan de 4e arm van de Dijle tot aan het huidige Sluispark, in het oosten aan de Sluisstraat en in het zuiden aan het Klein Begijnhof. Het domein kende een uitgang, via het Klein Begijnhof, naar de Sluisstraat.
In 1511 kwam het huis van Nassau in bezit van Jacques de Witte en Anne de Witte, weduwe van Jean vander Royeele, heer van Nethen. Later verdween het huis van Nassau.
Op het terrein trokken de cisterciënzerinnen van de Abdij Vrouwenpark van Rotselaar (hertogdom Brabant) een refugiehuis op. Het refugiéhuis bevond zich tussen de Horenbrug en het Klein-Begijnhof. Het bestond van 1675 tot 1740.